# Çeşmeköy, Koçarlı
Çeşmeköy là một xã thuộc huyện Koçarlı, tỉnh Aydın, Thổ Nhĩ Kỳ. Dân số thời điểm năm 2010 là 287 người.